# 太学
太學是中國、朝鮮半島、越南古代中央官學，為古代教育體系中的最高學府。

## 沿革
周朝已有太學之名，當時的太學指中央設立的辟雍等大學。《大戴禮記·保傅》：「帝入太學，承師問道」。

## 發展

### 中國
漢代始「太學」成為中央在京師所設學宮的正式名稱。汉代，太学作为汉后国学，与之前的国学不同的是确立儒学为正统学问。西漢在長安（今西安）設太學，東漢、西晉在洛陽設太學，東晉在建康（今南京）設太學。在晋代，另设专供公卿大夫子弟学习的国子学，与太学分立，国子祭酒统一掌领国子学、太学。经历南北朝以后，隋代改为国子监。
宋朝太學隸屬國子監，專門培養政府後備官員。外舍生兩千人，內舍生三百人，上舍生一百人。太學與國子學都在六月舉行入學考試，稱「補試」。考試不易，入學後還有頻繁的「考試」、「課」，隨時淘汰不合格者。考試有每月一次私試、每年一次公試，以及舍試、私試；公試分兩場進行，內容一是經義，一是策論，主要由太學教師和長貳主持。成績優異可晉級，上舍生則可獲得免試和入仕為官的機會。外舍生三年為限，內舍生六年為限，舍試失敗只能離開太學。院校每月放假四次，其餘時間太學生必須留校住宿，夜間外宿也要告假。請長假不能超過一百天，以感風簿記錄太學生請假情況。平時除了國子博士巡齋，還設一名直學，配有直學室，負責學生登記出入。日常起床、吃飯、就寢、集合等均以擊鼓為號，每天還要在首善堂集合簽到。最早規定太學生、國子學生須住校學習五百天以上，才能參加科舉；宋徽宗時提高為三年。太學生免丁糧、官役和差徭，有豐厚獎學金及膳食，據成績等級享受免解試、免禮部試的優惠待遇。
清朝末代廢除科舉制度，國子監撤銷。

### 朝鮮半島
高句麗時代始設太學。新羅時設國學 (學府)，高麗設國子監，朝鮮王朝設成均館。

### 越南
陳朝太宗建中八年（1232年）時，實行科舉，其施行方式是設立太學，由太學生參與考試，來取得進士資格。黎太祖黎利登基後在首都昇龍設立國子監。國子監制度一直實施至阮朝，1919年阮朝舉辦最後一次科舉考試，此後科舉廢除，國子監撤銷。